# Dominik Maringer
Dominik Maringer (* 1978 in Innsbruck) ist ein österreichischer Schauspieler.

## Leben
Dominik Maringer wuchs in Ungenach in Oberösterreich auf. In Linz besuchte er das Musikgymnasium und studierte von 1993 bis 1999 am Brucknerkonservatorium Geige und Klavier. Nach der Matura studierte er von 1999 bis 2003 Schauspiel an der Hochschule für Musik und Theater Hamburg.
Anschließend hatte er Engagements am Hamburger Thalia Theater und am Schauspielhaus Hamburg, am Schauspiel Frankfurt, am Stadttheater Bern und an den Berliner Sophiensælen. Von 2006 bis 2009 war er festes Ensemblemitglied am Schauspielhaus Graz, anschließend bis 2014 am Schauspiel Hannover, wo er unter anderem in Peer Gynt in der Titelrolle, als Andrej in Drei Schwestern, als Ich-Erzähler in Faserland, als Mercutio in Romeo und Julia und als Tambourmajor im Woyzeck zu sehen war. 
Seit 2014 ist er als freischaffender Schauspieler tätig. Im März 2017 stand er für Dreharbeiten zur Tatort-Folge Die Faust unter der Regie von Christopher Schier vor der Kamera. Im September 2017 feierte er am Staatsschauspiel Dresden in Professor Bernhardi als Ebenwald Premiere. Im Dokumentarspielfilm Manaslu – Berg der Seelen verkörperte er 2018 die Rolle von Friedl Mutschlechner, in der Serie M – Eine Stadt sucht einen Mörder (2019) von David Schalko spielte er die Rolle des Innenministers.
2021 war er im ORF-Landkrimi Steirerrausch als Richie zu sehen, Lebensgefährte des Mediums Vera, dargestellt von Adele Neuhauser. Im ZDF-Krimi Der Kommissar und der See, der Fortsetzung von Der Kommissar und das Meer mit Walter Sittler, übernahm er die Rolle des Ermittlers Martin Keller.

## Filmografie (Auswahl)
- 2003: Das verräterische Collier
- 2004: Tatort: Todes-Bande
- 2004: Die Rettungsflieger – Frischer Wind im Rettungszentrum
- 2005: Brief eines Unbekannten
- 2005: girl friends – Freundschaft mit Herz – Abgestürzt
- 2006: Der Landarzt – Der Antrag
- 2006: Ode an die Freude
- 2005: Inga Lindström: Der Weg zu dir
- 2007: Inga Lindström: Vickerby für immer
- 2010: Die Frau des Schläfers
- 2015: Nach dem Regen (Kurzfilm)
- 2015: Einmal Hallig und zurück (Fernsehfilm)
- 2017: SOKO Kitzbühel – Into the Wild
- 2018: Tatort: Die Faust
- 2018: In aller Freundschaft – Panzerherz
- 2018: Schnell ermittelt – Elena Ruggenberger
- 2018: Manaslu – Berg der Seelen (Dokumentarfilm)
- 2019: M – Eine Stadt sucht einen Mörder (Miniserie)
- 2019: Check Check – Chancen
- 2019: SOKO Donau/SOKO Leipzig (Crossover) – Der vierte Mann
- 2020: Über Land – Kleine Fälle
- 2020: Der Bozen-Krimi – Tödliche Stille
- 2020: Louis van Beethoven (Fernsehfilm)
- 2021: Die Drei von der Müllabfuhr – Die Streunerin (Fernsehreihe)
- 2021: In aller Freundschaft – Die jungen Ärzte – Bauchgefühl (Fernsehserie)
- 2021: Wilsberg – Aus heiterem Himmel (Fernsehreihe)
- 2021: Landkrimi – Steirerrausch (Fernsehreihe)
- 2021: Notruf Hafenkante – Finja (5), entführt (Fernsehserie)
- 2021: SOKO Potsdam: Bittersüßer Tod (Fernsehserie)
- 2022: Die Känguru-Verschwörung
- 2022: Der Kommissar und der See – Liebeswahn (Fernsehreihe)
- 2023: Laufen (Fernsehfilm)
- 2023: Der Kommissar und der See – Narrenfreiheit (Fernsehreihe)
- 2023: SOKO Leipzig: Kein Weg zurück (Fernsehserie)
- 2024: Die Toten vom Bodensee – Die Messias (Fernsehreihe)
- 2024: Kafka (Fernsehserie)
- 2024: SOKO Linz – Durch die Nacht	(Fernsehserie)
- 2024: Führer und Verführer
- 2024: Trost und Rath – Tanz mit dem Teufel (Fernsehreihe)
- 2024: Der Kommissar und der See – In besseren Kreisen (Fernsehreihe)
- 2025: SOKO Stuttgart: Hinter verschlossenen Türen (Fernsehserie)
- 2025: Frühling: Das Versteck (Fernsehreihe)
- 2025: All That’s Left of You